# Béla Fischer
Béla Fischer (* 4. Februar 1959 in Bratislava) ist ein ungarisch-slowakisch-österreichischer Komponist, Dirigent, Pianist und Musikpädagoge.

## Leben
Die Musikausbildung Fischers begann mit fünf Jahren. Am Konservatorium und an der Musikakademie Bratislava studierte er später Komposition (bei Dezider Kardos) und Violine (bei Albin Vrtel). Seit der Zeit am Konservatorium ist er Mitglied und Begründer des „A. Moyzes Streichquartetts“.
Schon mit 19 Jahren entstanden eigene Kompositionen für großes Orchester im Klassik-Rock-Stil.
Die Violine lag in der Familie. Sein Großvater, Béla Katona (* 17. Juni 1883), und sein Onkel, Béla Katona (* 21. April 1920) waren bereits vor ihm Geiger gewesen. Fischer  schloss seine Ausbildung an der Franz Liszt Akademie 1944 ab.
Seit 1981 ist Fischer in Österreich tätig, wo er von 1990 bis 1993 als Ballettkorrepetitor an der Wiener Staatsoper arbeitete. Im Jahre 1996 erhielt er ein festes Engagement an der Volksoper, wo er als Ballettkorrepetitor, Dirigent und als Arrangeur von Ballettabenden und Soireen wirkte. Er erarbeitete eine Fassung für Kammerorchester für die Erstaufführung der Offenbach-Nestroy-Operette „Häuptling Abendwind“ und übernahm die musikalische Leitung.
Für verschiedene Bühnen in Wien, wie etwa das Theater der Jugend, die Freie Bühne Wieden oder sein eigenes Salonorchester, arbeitete Béla Fischer als Dirigent. Gastspiele und Tourneen führten ihn an die Budapester Staatsoper, die Theater Augsburg, Baden bei Wien, Bonn sowie nach Israel, Italien, Japan, Russland und in die Schweiz.
Seit 2008 ist Fischer als Professor an der Privatuniversität Wiener Konservatorium tätig.
Zu seinen Werken als Komponist zählen etwa das Musical „Schani“ über Johann Strauß, ein Requiem, dessen Welturaufführung im Mai 2009 in Wien stattfand, das Musical „Die Räuber“ nach dem Drama von Friedrich Schiller mit Uraufführung in Deutschland und das Musical „Abschied von Sidonie“, welches im Rahmen des Musiksommers Steyr 2011 welturaufgeführt wurde.
Fischer hat zwei Söhne, Béla jun. und Michael, die gleichfalls als Musiker tätig sind und eine kleine Tochter Helene. Seit August 2015 ist er mit Susanne Marik verheiratet.

## Kompositionen
- Requiem (2009)[6]
- Die Räuber Musical nach dem Drama von Friedrich Schiller (2009)
- Eröffnungsfanfare zum Life Ball 2012
- Bertha von Suttner Musical[7]
- Schani Musical über Johann Strauß[8]

## Auszeichnungen
- 2025: Verleihung des Berufstitels Professor[9]